# Rhinoptera brasiliensis
Rhinoptera brasiliensis is een vissensoort uit de familie van de adelaarsroggen (Myliobatidae). De wetenschappelijke naam van de soort is voor het eerst geldig gepubliceerd in 1836 door Müller.